# دیوید مک‌مولین
دیوید مک‌مولین (انگلیسی: David McMullin; ۳۰ ژوئن ۱۹۰۸ – ۱۵ سپتامبر ۱۹۹۵) بازیکن هاکی روی چمن کشور ایالات متحده آمریکا است.